# متی (کانادا)
مردم متی یا می‌تی یا می‌تیس (به انگلیسی و فرانسه: Métis) گروهی خاص از مردم بومی آمریکای شمالی با فرهنگ و جوامع ویژه خود هستند. متی‌ها در ابتدا از آمیزش مردم بومی و مهاجران اروپایی دوران استعماری کانادا (معمولاً زنان بومی و مردان مهاجر) به خصوص در مرکز و غرب کانادا و حتی در قسمت‌هایی از شرق کانادا به وجود آمدند و فرهنگی متمایز را شکل دادند.
مردم متی در قرن ۱۹ در مناطق اطراف رودهای رد و ساسکاچوان جوامعی را تشکیل دادند. در اواخر قرن ۲۰ مردم متی توسط دولت کانادا با عنوان یکی از بومی‌های کانادا به رسمیت شناخته شدند. این شناختن رسمی موجب می‌شود که ایشان از حقوق و توجه برابر با اینوئیتها و بومی‌های اولیه کانادا برخوردار باشند.

## جمعیت
در سال ۲۰۱۱ تعداد ۴۵۱٬۷۹۵ نفر از مردم کانادا به عنوان متی شناسایی شدند. آن‌ها ۳۲٫۳ درصد از کل جمعیت بومی‌ها و ۱٫۴ درصد از کل جمعیت کانادا را تشکیل می‌دهند. اکثر مردم متی امروز نه نتیجه مستقیم ازدواج میان بومی‌ها و اروپایی‌ها بلکه فرزندان و نسل‌های بعدی این افراد هستند.

## توزیع
با توجه به سرشماری سال ۲۰۰۶ در کانادا، در مجموع ۳۸۹٬۷۸۰ افراد به عنوان متی شناسایی شده‌اند. در آلبرتا ۸۵٬۴۹۵ نفر خود را به عنوان متی معرفی کرده‌اند که بزرگترین جمعیت مردم متی را در میان استان‌ها و مناطق کانادا تشکیل می‌دهد؛ ۷٬۹۹۰ نفر از آن‌ها در شهرک متی آلبرتا ساکن هستند.

## فرهنگ

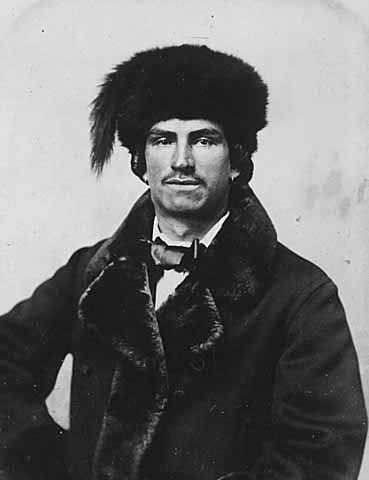
یک بازرگان خز متی حدود ۱۸۷۰

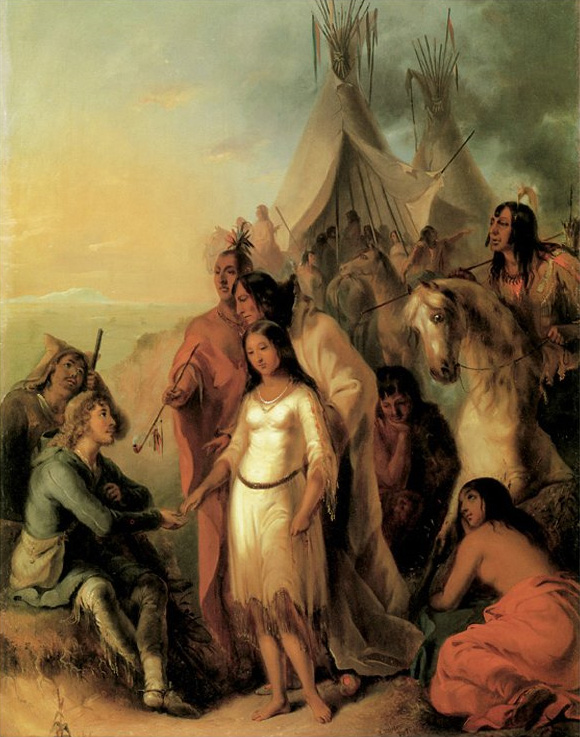
عروس تله گزار
توسط آلفرد جاکوب میلر، ۱۸۳۷

از سال ۱۶۵۰ به بعد بسیاری از مهاجران اروپایی که در کار تجارت پوست خز بودند با زنان بومی ازدواج می‌کردند و نگهداری و تربیت فرزندان اغلب به عهده مادران بومی بود. به این ترتیب متی‌ها نقش حیاتی در موفقیت تجارت خز ایفا کردند و به درک متقابل دو فرهنگ بومی و اروپایی کمک کردند.
لوئی ریل که در غرب تحصیل کرده بود یکی از رهبران مردم متی منطقه رود رد بود که تبعید و سپس  به جرم خیانت در ۱۶ نوامبر ۱۸۸۵ با تصویب جان ا. مک‌دانلد اولین نخست وزیر کانادا اعدام شد.

### زبان
اکثریت مردم متی به زبان انگلیسی تکلم می‌کنند و بسیاری هنوز هم به متی فرانسوی یا یک زبان بومی دیگر صحبت می‌کنند. متی فرانسوی به بهترین نحو در در کانادا حفظ شده‌است.

### پرچم
پرچم متی یکی از قدیمی‌ترین پرچم‌ها در کانادا است. مردم متی دو پرچم دارند. هر دو پرچم از یک نماد بی‌نهایت در مرکز  اما با رنگ‌های مختلف استفاده کرده‌اند. قرمز رنگ همراه کارکنان شرکت هادسونز بی است و رنگ شرکت شمال غربی آبی است.